# Der Westen
Der Westen ist ein digitales News-Portal der Funke Mediengruppe mit Hauptsitz in Essen.
Die redaktionellen Schwerpunkte liegen auf aktuellen regionalen Themen, Nachrichten aus der Unterhaltungsbranche, Sportberichterstattung, Service-Ratgebern und Nachrichten aus der Politik. Wöchentlich erscheint der Newsletter „Royals Report“ über das britische Königshaus.
Die Website wird häufig für ihre reißerischen und irreführenden Überschriften kritisiert (siehe Abschnitt Kritik). Der Westen setzt bei Themenauswahl und Erzählweise auf einen Boulevard-Stil und richtet sich an eine jüngere Zielgruppe, die ihre Nachrichten vorwiegend auf dem Handy konsumiert.
Der Westen bildet mit Berlin live, Moin.de, News38.de und Thüringen24 eine Redaktions-Gemeinschaft unter dem Dach von Funke Digital, einer hundertprozentigen Tochter der Funke Mediengruppe. Seit Januar 2024 gehört auch das Portal schlager.de zu Funke Digital und arbeitet in Teilen mit Der Westen zusammen.

## Geschichte
2007 vereinigte die WAZ-Gruppe (heute Funke Mediengruppe) die Internet-Auftritte der nordrhein-westfälischen Tageszeitungen im News-Portal Der Westen.
Im Dezember 2016 positionierte Funke Der Westen neu als rein werbefinanziertes Reichweitenportal. Die Zeitungstitel WAZ, NRZ, WP und WR informierten ihre Leser fortan getrennt von Der Westen auf eigenen Internetseiten.
Im Oktober 2017 wurde Marie Todeskino Chefredakteurin von Der Westen. Seit Januar 2022 ist Bettina Steinke die Chefredakteurin der Redaktions-Gemeinschaft, in der Inhalte für Der Westen erstellt werden. David Herten ist seit September 2022 stellvertretender Chefredakteur der Redaktions-Gemeinschaft und leitet den Newsdesk bei Der Westen.
Reichweite
Der Westen ist ein vergleichsweise kleines News-Portal in Deutschland. Im März 2008 erreichte es noch 28,5 Mio. Page-Impressions. Seit der Zusammenlegung der Redaktionen werden nur noch summierte Zahlen veröffentlicht, für WAZ.de, NRZ.de, WP.de, WR.de, IKZ-online.de, lokalkompass.de, den Online-Auftritten der FUNKE-Lokalradios, jobmarkt-nrw.de, RevierSport.de. Im Sept. 2023 wurden 75 Mio. Visits erreicht, im Februar 2024 nur noch 68 Mio. Visits.

## Kritik
Die Seite wird als Clickbait-Portal kritisiert, das nicht nur mit grob irreführenden Schlagzeilen und Auslassungen arbeitet, sondern auch Meldungen mit neuem Datum und leicht geänderter Überschrift immer wieder neu veröffentlicht. Vom Deutschen Presserat wurde Der Westen 2020 für „eklatantes Clickbaiting“ in drei Fällen explizit gerügt. 2023 gab es zwei weitere öffentliche Rügen des Presserats wegen Verstößen gegen die Sorgfaltspflicht und mangelnder Richtigstellung.